# Nicolaas de Haudion
Nicolaas de Haudion (ca. 1596 - Leuven, 24 september 1649) was de achtste bisschop van Brugge.

## Levensloop
Nicolaas de Haudion behoorde tot de lagere Brabantse adel. Het is waarschijnlijk zijn vader, jonkheer Pierre de Haudion, heer van Gibrechies, 'oud-krijgsman in vrijwillige dienst', die in 1592 de riddertitel ontving van koning Filips II.
Nicolaas behaalde zijn licentiaatsdiploma's in de theologie en in de beide rechten in Leuven. Een groot deel van zijn loopbaan was hij actief binnen het kapittel van de Sint-Baafskathedraal in Gent. Hij was er opeenvolgend: kanunnik (1615), officiaal, deken (1628) en proost (1636). Hij werd tevens afgevaardigde in de Staten van Vlaanderen.

## Bisschop van Brugge
Toen zijn voorganger Servaas de Quinckere op 3 maart 1639 was overleden, werd de Haudion op 4 mei tot zijn opvolger benoemd. De aanstelling sleepte echter aan. Pas op 16 september 1641 volgde de pauselijke bekrachtiging en pas op 26 januari 1642 werd hij tot bisschop gewijd. Hij nam als bisschopsleuze 'Vere et integre' (Waarachtig en integer). Het bisdom bleef dus gedurende drie jaar onder het bestuur van vicarissen sede vacante.
Ondanks zijn zwakke gezondheid wijdde de nieuwe bisschop zich in de eerste plaats aan de visitatie van de parochies en zorgde er ook voor dat de dekens zeer regelmatig de hen toegewezen parochies gingen inspecteren. Hij zond ook regelmatig 'pastorale richtlijnen' naar al zijn priesters.
De Haudion kweet zich met grote ernst van zijn taak. Het is dan ook niet te verwonderen dat hij, net zoals bisschop Antonius Triest, jarenlang weigerde de bul 'In eminenti' tegen Cornelius Jansenius in zijn bisdom te publiceren. Het waren immers de meest bezielde prelaten die zich het nauwst met het jansenisme verwant voelden.
Vanuit een grote vroomheid, richtte hij zeven zijaltaren op in de Sint-Donaaskathedraal. Hij schonk ook een zilveren reliekhouder voor het bewaren van de relieken van de heilige Macharius, die hij van het Gentse kapittel bij zijn afscheid als geschenk had gekregen.
Bij testament schonk hij zijn vermogen voor het grootste deel aan de armen van zijn bisdom, alsook schonk hij een aanzienlijk bedrag aan de Berg van Barmhartigheid in Brugge.